# Hannah van Biema-Hijmans
Hannah Josephina Dorothea van Biema-Hijmans (Arnhem, 15 oktober 1864 - Den Haag, 13 maart 1937) was een Nederlands feminist en politica. 
Haar moeder was de dichteres Estella Hijmans-Hertzveld en haar vader Jacob Hijmans. Ze was getrouwd met Eduard van Biema. 

## Organisaties en maatschappelijke betrokkenheid

### Vrouwenkiesrecht
Van Biema-Hijmans was actief in een groot aantal maatschappelijke commissies, organisaties en verenigingen. In 1902 werd ze secretaris en tweede penningmeester van de vereniging Onderlinge Vrouwenbescherming en van 1911 tot 1916 was ze er voorzitter. In 1907 was ze onderdeel van de regelingscommissie van het Internationaal Congres van Vrouwen dat in 1908 in Amsterdam plaatsvond. Vanaf dat moment werd ze steeds actiever in de (internationale) vrouwenbeweging; in 1910 was ze secretaris van de Nederlandse Vrouwen Raad en van 1912 tot 1917 voorzitter van deze raad. Ze was redactrice van het Maandblad van de Nederlandse Vereeniging van Staatsburgeressen. Van 1917 tot 1920 was Hijmans voorzitter van de toenmalige Nederlandse Vereniging van Huisvrouwen (tegenwoordig het NVVH Vrouwennetwerk).

### Scholen
Hijmans werd in 1903 lid van de Amsterdamse Schoolcommissie en patrones van de Koninklijke Vereeniging tot Opleiding voor ambachten en beroepen. Binnen de Schoolcommissie stelde ze onder andere een rapport samen naar aanleiding van een enquête over de toestand van Amsterdamse bewaarscholen (een soort vroege crèches). Daarnaast werd ze secretaresse van de Neutrale Schoolvereeniging 'Sweelinckschool' in 1918.

### Politiek
Bij een fusie in 1920-1921 van een aantal liberale partijen en groeperingen vertegenwoordigde van Biema-Hijmans de Groep voor Ethische en Maatschappelijke belangen, dit leidde tot de oprichting van de Vrijheidsbond. Ze werd lid van de vrouwengroep van deze Bond en lid van het hoofdbestuur van de Democratische Partij. In 1922 en 1925 was ze kandidaat voor deze partij bij de Tweede Kamerverkiezingen.
Verder is Hannah van Biema-Hijmans lid geweest van het bestuur van Vrouwen voor Duurzame Vrede en van de Nederlandsche Anti-Oorlog Raad. Ook was ze onderdeel van het Koninklijk Steuncomité in 1914. Ze schreef daarnaast artikelen voor diverse tijdschriften.